# Ада Йонат
Ада Йонат (івр. עדה יונת; нар. 22 червня 1939, Єрусалим) — ізраїльська науковиця-кристалографка, лауреатка Нобелівської премії з хімії за 2009 рік спільно з Венкатраману Рамакрішнаном і Томасом Стейц «за дослідження структури і функцій рибосоми».

## Освіта та викладацька діяльність
Ада Йонат народилася в 1939 році в єрусалимському районі Геула, в бідній сім'ї продавця овочів з недавніх репатріантів з Польщі. Після передчасної кончини батька, коли Ада була ще дитиною, сім'я переїхала в Тель-Авів. У 1962 році здобула ступінь бакалавра, а в 1964 році ступінь магістра наук в Єврейському університеті в Єрусалимі. У 1968 році за рентгеноструктурні дослідження здобула докторський ступінь в Інституті Вейцмана в Реховоті
З 1988 року викладає на відділенні структурної біології Інституту Вейцмана.

## Наукова діяльність

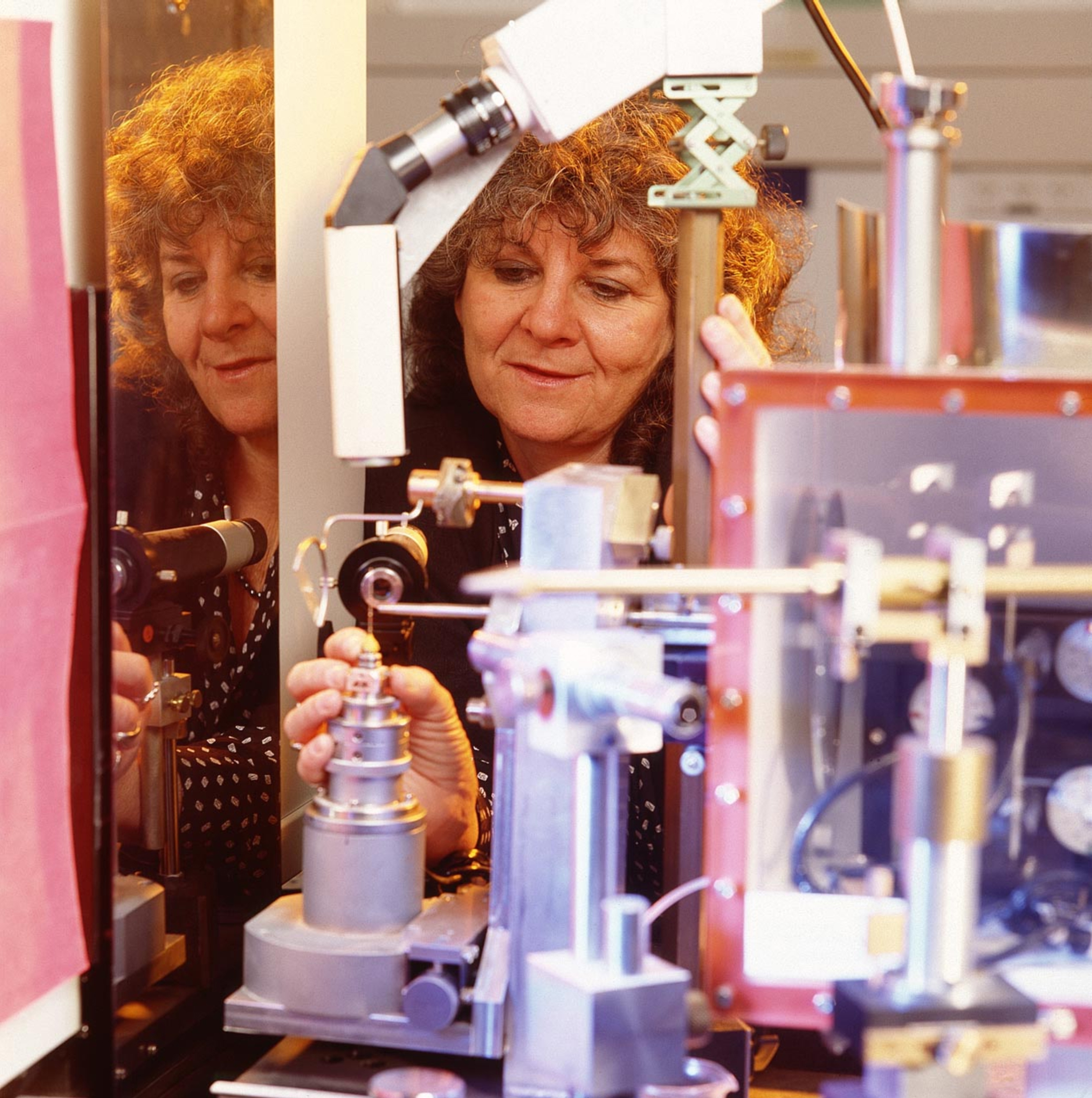
Ада Йонат в лабораторії

У 1969—1970 Ада Йонат працювала в США, у тому числі в Массачусетському технологічному інституті.
Ада Йонат була одним з піонерів в галузі дослідження рибосоми. Крім цього, вона першою застосувала методику низькотемпературної білкової кристалографії. Її дослідження впливу антибіотиків на рибосому і механізмів опору організму антибіотиків були важливим кроком у процесі вивчення клінічної ефективності лікарської терапії.
Співпрацювала з НАСА.
У цей час Ада Йонат очолює Центр біомолекулярної структури ім. Елен і Мілтона Кіммельман при Інституті Вейцмана в Реховоті

## Нагороди та звання
- Лауреат премії Ізраїлю 2002 року в області хімії за дослідження рибосом.[13]
- Лауреат Премії Харві за 2002 рік «за передові кристалографічні дослідження рибосоми, зокрема, за відкриття в структурній біології, що проливають світло на будову і функціонування рибосоми, синтетичного білкового механізму живих клітин, і призвели до раціонального конструювання нових антибіотиків»[14]
- У 2006 році стала лауреатом премії Вольфа з хімії (з Джорджем Фехером, США) «за оригінальні структурні відкриття в області механізму роботи рибосом»[12]
- Лауреат премії Л'Ореаль-ЮНЕСКО «Жінки в науці» 2007 рік від Європи «за вивчення структури синтезу білка і його придушення антибіотиками».[15]

## Політичні погляди
Після повідомлення про присудження їй Нобелівської премії професорка Йонат у своєму інтерв'ю радіостанції «Галей ЦАГАЛЬ» закликала звільнити з ізраїльських в'язниць усіх ув'язнених там терористів без жодного зв'язку зі звільненням з палестинського полону ізраїльського солдата Ґілада Шаліта і зробити так, щоб у них не було мотивів вбивати ізраїльтян.